# ISO 31
ISO 31(수량 및 단위, 국제 표준화 기구, 1992)은 물리량, 측정 단위, 상호 관계 및 표시에 관한 대체 국제 표준이다. ISO/IEC 80000으로 개정 및 대체되었다.

## 파트
이 표준은 14개 파트로 구성된다.
- ISO 31-0: 일반 원칙(ISO/IEC 80000-1:2009로 대체)
- ISO 31-1: 공간과 시간(ISO/IEC 80000-3:2007로 대체)
- ISO 31-2: 주기적 및 관련 현상(ISO/IEC 80000-3:2007로 대체)
- ISO 31-3: 역학(ISO/IEC 80000-4:2006으로 대체)
- ISO 31-4: 열(ISO/IEC 80000-5로 대체)
- ISO 31-5: 전기 및 자기(ISO/IEC 80000-6으로 대체)
- ISO 31-6: 빛 및 관련 전자기 복사(ISO/IEC 80000-7로 대체)
- ISO 31-7: 음향(ISO/IEC 80000-8:2007로 대체)
- ISO 31-8: 물리화학 및 분자물리학(ISO/IEC 80000-9로 대체)
- ISO 31-9: 원자 및 핵물리학(ISO/IEC 80000-10으로 대체)
- ISO 31-10: 핵반응 및 전리 방사선(ISO/IEC 80000-10으로 대체)
- ISO 31-11: 물리 과학 및 기술에 사용되는 수학적 기호 및 기호(ISO 80000-2:2009로 대체)
- ISO 31-12: 특성 번호(ISO/IEC 80000-11로 대체)
- ISO 31-13: 고체 물리학(ISO/IEC 80000-12로 대체)

## 같이 보기
- 국제단위계
- 국제 도량형국
- 국제 순수·응용 화학 연합